# モンゴル国と大韓民国の関係
モンゴル国と大韓民国の関係（モンゴル語: Монгол, Өмнөд Солонгосын харилцаа、朝鮮語: 대한민국-몽골 관계、 英語: Mongolia–South Korea relations）では、大韓民国とモンゴル国（以下では歴史的推移を述べるためモンゴルと表記する）の二国間関係について述べる。

## 歴史的背景
南モンゴル出身の楊海英によると、一般にモンゴル人は「朝鮮はモンゴル帝国の属国」「モンゴルの血統で権威を確立していた国」であり、朝鮮は清朝にも戦争で惨敗して臣下の礼をとり、ベトナム・タイ王国などのほかの朝貢国と比較すると、有史以来代々中国王朝の属国であった実態が伴っていると認識している。
元朝時代には、朝鮮は代々大都のモンゴルの帝室から娘を娶って高麗王の皇后とするなど永くモンゴルの帝室の婿殿の立場であり、元朝は朝鮮王の子が新たに朝鮮王になると、モンゴルから妻を降嫁させ朝鮮をコントロールした。朝鮮はモンゴルの歓心を得ることに必死で、元寇も高麗・忠烈王が、義父の前で手柄を立てたかったので、侵略を進めた。また、貢女として、朝鮮の娘たちはモンゴルの帝室に差し出され、宮廷に入って皇后や王族のそばで働きながらモンゴルの支配層と結婚することを願望していたが、それはモンゴルの帝室に入って朝鮮の身内を送って発言力を確保しようとする朝鮮なりの生き残るための術であり、モンゴルは朝鮮の魂胆を見抜いていた。そのため、モンゴル王族は高麗貢女と結婚してはいけないという取り決めがあり、モンゴルのハーン一族は、通婚するモンゴルの部族から后を選んだが、トゴン・テムルが貢女を后とした結果、貢女はモンゴルの取り決めを無視して後宮で権力を振りかざしたので、モンゴル帝室に対する人心の離反を招き、反乱が広がり元朝が滅んだとモンゴル人は信じており、モンゴルの年代記には、元朝が滅んだのは貢女を娶ったからだと記録されている。

### 前近代の朝鮮人のモンゴル認識
A
B
C
D
E
モンゴル皇帝に差し出す公式文書「啓」（A）では、モンゴル皇帝に対して「天」や「父母」と同様の絶対的服従を表明しており、朝鮮から日本への国書（B）及び忠烈王のモンゴル皇帝への奏上文（C）では、モンゴルを「大国」「上国」、それに対して自国を「小邦」と表現しており、モンゴル皇帝に陳情した書面（D）では、高麗は「海外の小邦」であり、大国に対して常に「事大の礼」を行って臣事し、「朝貢の礼」を行ってきたことを認め、宗廟への祈告文（E）では、古の三韓の時代から、三方に向かって境界を争い、あらゆる一族が塗炭の苦しみを味わい、王でさえも塗炭の苦しみを味わってきたことが力説されている。
森平雅彦は、「高麗がモンゴルに送った啓では、モンゴル官人に対して尊官・貴人に対する尊敬である『閣下』を用い、モンゴル官人側の指示・命令についても尊官・貴人のおおせを意味する『鈞旨』を用いる一方、自国のことは『小国』『小邦』『弊邑』と卑称している。したがって、基本的には相手を上にたてた形式で書かれたものとみて大過なかろう」と述べており、蒙古（モンゴル）を「天」「父母」「大国」「上国」と表現し、自国（高麗）を「弊邑」「小邦」と表現しているのは、高麗のそれまでの対中国認識をそのままモンゴルに当てはめ、モンゴルを中国皇帝＝「天」に代置するものとして認識していることを示す。

## 国民感情
アメリカ合衆国国務省は2010年の春以降、モンゴルで「外国籍の人間に対する排外主義的襲撃事件が増加している」「こうした国粋主義団体は、アジア系アメリカ人を中国人や韓国人だと誤解し、突然襲撃することが多い」との渡航情報を出しており、アメリカ合衆国国務省のウェブサイトは「nationalist groups frequently mistake Asian-Americans for ethnic Chinese or Koreans and may attack without warning or provocation. Asian-Americans should exercise caution walking the streets of Ulaanbaatar at all times.（モンゴルの民族主義者がアジア系アメリカ人を中国人や韓国人と間違え、警告・挑発なしに頻繁に攻撃しているので、ウランバートルの街中を歩くアジア系アメリカ人は常に注意すべきである）」と注意を呼び掛けている。